# 16725 Toudono
16725 Toudono è un asteroide della fascia principale. Scoperto nel 1996, presenta un'orbita caratterizzata da un semiasse maggiore pari a 2,6683079 UA e da un'eccentricità di 0,0556627, inclinata di 21,90767° rispetto all'eclittica.